# Certonotus humeralifer
Certonotus humeralifer là một loài tò vò trong họ Ichneumonidae.